# Arxiu de la Diputació d'Alacant
L'Arxiu de la Diputació d'Alacant té la seu a la ciutat d'Alacant, i fou fundat el 15 de maig de 1822. Organitzativament depèn del Servici de Gestió Documental, Registres i Informació de la Diputació d'Alacant. Proporciona servicis de desenvolupament de programes de gestió documental, organització d'arxius, biblioteca, hemeroteca, assessorament a municipis de la província d'Alacant, programes de formació en tècniques d'arxiu i difusió de la informació documental i arxivística emmagatzemada. També organitza visites guiades per tal de difondre el seu funcionament i perquè estudiants de batxillerat i cicles formatius en puguin conèixer les instal·lacions.
L'abril de 2020 va impulsar una iniciativa anomenada Memorias de un confinamiento, amb l'objectiu que els ciutadans particulars de la província poguessin compartir les seues experiències durant la pandèmia per coronavirus de 2019-2020.

## Fons
| Nom | Data            | Volums               |
| --- | --------------- | -------------------- |
| Diputació Provincial d'Alacant                                                                                     | 1822/           | 28.716 caixes        |
| Caixa de Crèdit Provincial per a Cooperació (quadre propi)                                                         | 1971/           | 570 caixes           |
| Centre d'Art i Comunicació Visual Eusebio Sempere                                                                  | 1983/1988       | 18 caixes            |
| Institut de Cultura Juan Gil Albert (cuadro propio)                                                                | 1955/           | 614 caixes           |
| Institut d'Estudis Alacantins                                                                                      | 1952/           | 1 caixa              |
| Laboratori d'Idiomes                                                                                               | 1969/1998       | 75 caixes            |
| Patronat de la Càtedra d'Art Cinètic i Investigació Visual                                                         | 1981/1986       | 8 caixes             |
| Patronat de Turisme (quadre propi)                                                                                 | 1982/           | 18 caixes            |
| Òrgans i institucions benèfico-assistencials desapareguts                                                          |                 |                      |
| Cases de Beneficència (quadre propi)                                                                               | 1786/1939       | 2.395 caixes         |
| Centre Dr. Esquerdo (abans Hospital Psiquiàtric)                                                                   | 1931/           | 745 caixes           |
| Llar Provincial (abans Llar José Antonio) (quadre propi)                                                           | 1939/           | 574 caixes           |
| Hospital Caritat d'Elx (quadre propi)                                                                              | 1824/1870       | 4 caixes             |
| Hospital de Districte d'Alcoi (quadre propi)                                                                       | 1840/1923       | 54 caixes            |
| Hospital de Districte d'Oriola (quadre propi)                                                                      | 1850/1925       | 25 caixes            |
| Hospital Provincial de Sant Francesc d'Elda (quadre propi)                                                         | 1861/1892       | 148 caixes           |
| Hospital Provincial de Sant Joan de Déu (quadre propi)                                                             | 1616/1865-1990  | 4.570 caixes         |
| Instituto Provincial de Cecs i Sord-muts (passa a l'ONCE)                                                          | 1927/1947       | 20 caixes            |
| Manicomi d'Elda (quadre propi)                                                                                     | 1892/1942       | 376 caixes           |
| Altres òrgans i institucions públics                                                                               |                 |                      |
| Brigada Sanitària – Institut Provincial d'Higiene                                                                  | 1921/1935       | 2 caixes             |
| Centre Provincial Coordinador de Biblioteques                                                                      | 1957/1984       | 2 caixes             |
| Comissió Mixta de Reclutament                                                                                      | 1896/1924       | 67 caixes            |
| Comissió Provincial de Servicis Tècnics                                                                            | 1951/1982       | 51 caixes            |
| Consell Provincial                                                                                                 | 1845/1868       | 11 caixes            |
| Consorci Abastiment d'Aigua Marina Alta (quadre propi)                                                             | 1979/           | 47 caixes            |
| Consorci Abastiment d'Aigua Marina Baja (quadre propi)                                                             | 1972/           | 37 caixes            |
| Consorci Comarcal Prevenció i Extinció d'Incendis Baix Vinalopó (quadre propi)                                     | 1989/           | 119 caixes           |
| Consorci Comarcal Prevenció i Extinció d'Incendis Marina Alta (quadre propi)                                       | 1984/           | 163 caixes           |
| Consorci Comarcal Prevenció i Extinció d'Incendis Marina Baixa (quadre propi)                                      | 1984/           | 155 caixes           |
| Consorci Comarcal Prevenció i Extinció d'Incendis Montaña (quadre propi)                                           | 1981/           | 211 caixes           |
| Consorci Comarcal Prevenció i Extinció d'Incendis Vega Baixa (quadre propi)                                        | 1983/           | 180 caixes           |
| Consorci Comarcal Prevenció i Extinció d'Incendis Vinalopó (quadre propi)                                          | 1981/           | 169 caixes           |
| Consorci Provincial del Servici de Prevenció i Extinció d'Incendis i Salvament d'Alacant (quadre propi)            | 1988/           | 109 caixes           |
| Junta d'Autoritats i Corporacions de la Província                                                                  | 1837/           | 1 caixa              |
| Junta Municipal de Beneficència de la capital o Junta Superior de Beneficència Pública de la província (1836-1849) | 1837/1847       | 7 caixes             |
| Junta Provincial de Beneficència                                                                                   | 1849/1868       | 45 caixes            |
| Servici Provincial d'Inspecció i Assessorament de les Corporacions Locals                                          | 1945/1979       | 921 caixes           |
| Fundació Pública E. U. de Treball Social Província d'Alacant                                                       | 1983/1992       | 9 caixes             |
| Privats |                 |                      |
| Cegarra Salcedo, María                                                                                             | 1923/1994       | 2 caixes             |
| Soler Pérez, Eduardo                                                                                               | 2a meitat s.XIX | 52 llibres, 8 caixes |

## Exposicions
- La Diputación de Alicante: El Archivo, memoria de su historia.[3]